# Sloterbrug
De Sloterbrug (brug 9P) is een ophaalbrug binnen de gemeente Haarlemmermeer. De brug behoort toe aan de gemeente Haarlemmermeer maar staat in Amsterdam bekend als "brug 9P", de P staat hier voor "niet in beheer bij Amsterdam". Officieel heeft de brug geen naam.

## Ligging
De brug vormt de verbinding tussen Badhoevedorp in de gemeente Haarlemmermeer en het dorp Sloten, sinds 1921 onderdeel van Amsterdam. Ze overspant de Ringvaart van de Haarlemmermeer. De brug verbindt de Nieuwemeerdijk en de Burgemeester Amersfoordtlaan in Badhoevedorp met Langsom en de Sloterweg in Amsterdam. Aan de Amsterdamse kant staat de Molen van Sloten in de directe omgeving. Buslijn 195 van Connexxion rijdt over de brug. In de zuidoostelijke leuning is kunstwerk Brugknuffel van Herman van der Heide verwerkt.

## Eerste brug
De eerste brug werd in 1879 in gebruik genomen om het groeiende dorp, rondom de Badhoeve uit 1854, gebouwd na de drooglegging van de Haarlemmermeer op 1 juli 1852 een verbinding met Sloten en Amsterdam te geven. Het was een smalle ijzeren draaibrug met houten aanbruggen. De brug had slechts een beperkt draagvermogen en het verkeer kon maar in een richting tegelijk over de brug. Vanwege het beperkte draagvermogen kon de busmaatschappij Maarse & Kroon slechts bussen die geschikt waren voor B-wegen over deze brug laten rijden. Tot de ingebruikname van de Oude Haagsebrug in de rijksweg naar Den Haag in 1938 moest al het verkeer tussen Amsterdam en Schiphol via deze smalle brug. In 1957 was de brug enige tijd gestremd; er zat een schip vast onder de brug; met vrachtauto's kon het vlotgetrokken worden. Daarna was er een zandbank bij de brug ontstaan, waardoor schepen soms vastliepen. Door het onttrekken van water uit Slotervaart kwam er zand mee, dat zich voor de brug had opgehoopt.

## Tweede brug
Omdat de brug een flessenhals voor het groeiende verkeer naar het forensendorp Badhoevedorp was geworden werd in 1961-1962 net ten westen van de draaibrug een nieuwe ophaalbrug gebouwd. Deze werd met elf meter breedte een stuk breder en zwaarder dan de oorspronkelijke brug. Het autoverkeer kon nu in twee richtingen over de brug, de voetgangers hadden met twee stroken van twee meter ook meer ruimte. Net als de draaibrug zijn er aanbruggen. Opvallend is dat in de aanbrug boven de ringvaart een bocht ligt. In het voorjaar van 1962 werd de brug geopend. De brug had een stenen brugwachtershuisje. In de jaren negentig ging het brugwachtershuisje verloren na een aanvaring. Er werd een noodhuisje geplaatst, maar dat staat er bijna dertig jaar laten nog. In diezelfde jaren vond groot onderhoud aan de brug plaats.
De brug had tot 2003 twee rijstroken. In dat jaar werd de 1.700 meter naar het noordwesten gelegen Lijnderbrug in de S106 geopend. Deze is bedoeld om een groter aandeel van het verkeer tussen Amsterdam (Osdorp en De Aker) en Badhoevedorp / Lijnden te verwerken.
Om sluipverkeer via de Sloterbrug tegen te gaan is de indeling gewijzigd. Sindsdien is er, net als bij de brug van voor 1962, maar één rijstrook voor het autoverkeer. Daarnaast twee fietsstroken en voetpaden. Het autoverkeer kan nu om en om over de brug rijden, dit wordt met een verkeerslichtinstallatie geregeld. Ook in 2007 werd de brug gerenoveerd.

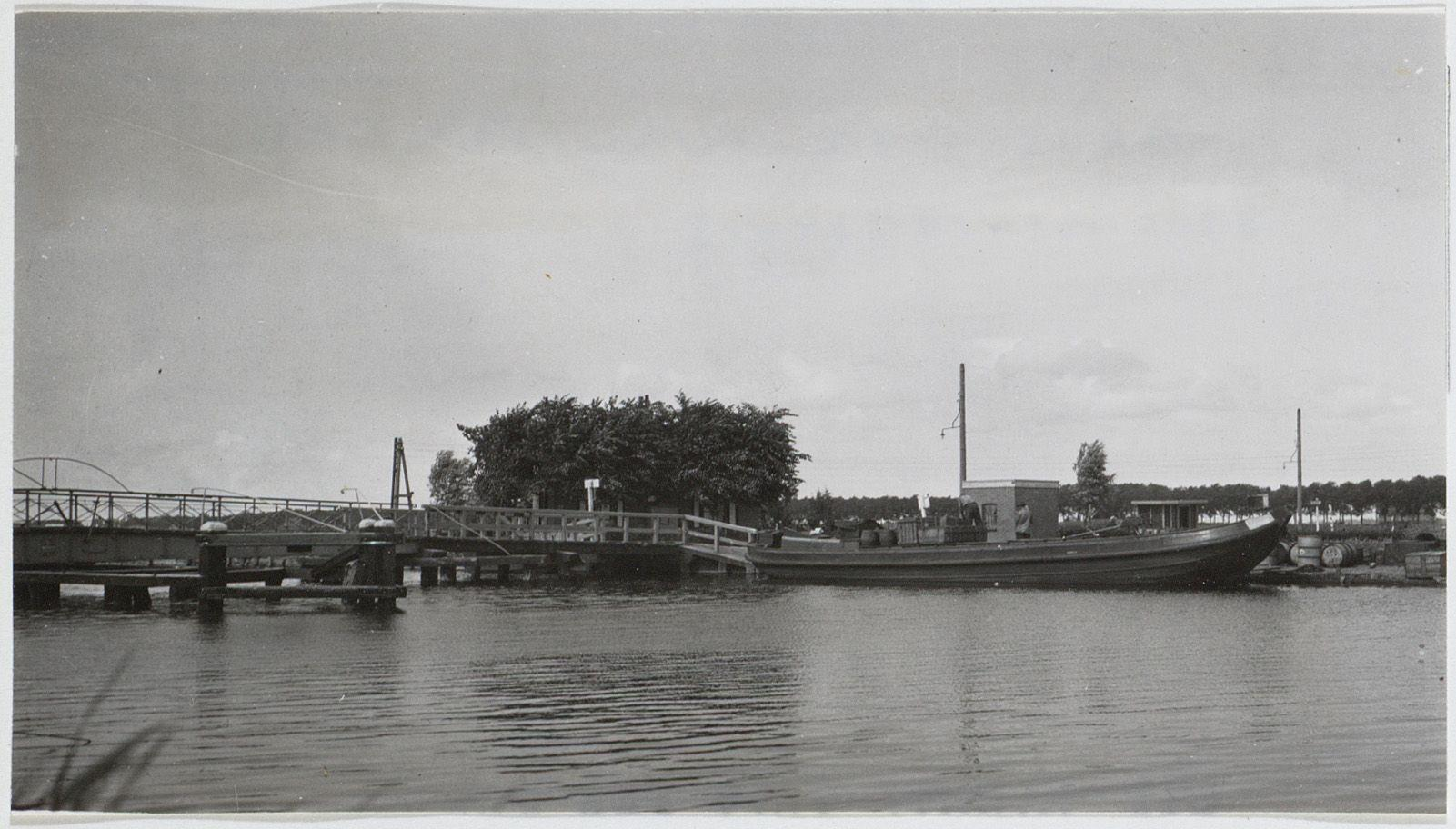
De Sloterbrug in 1922.
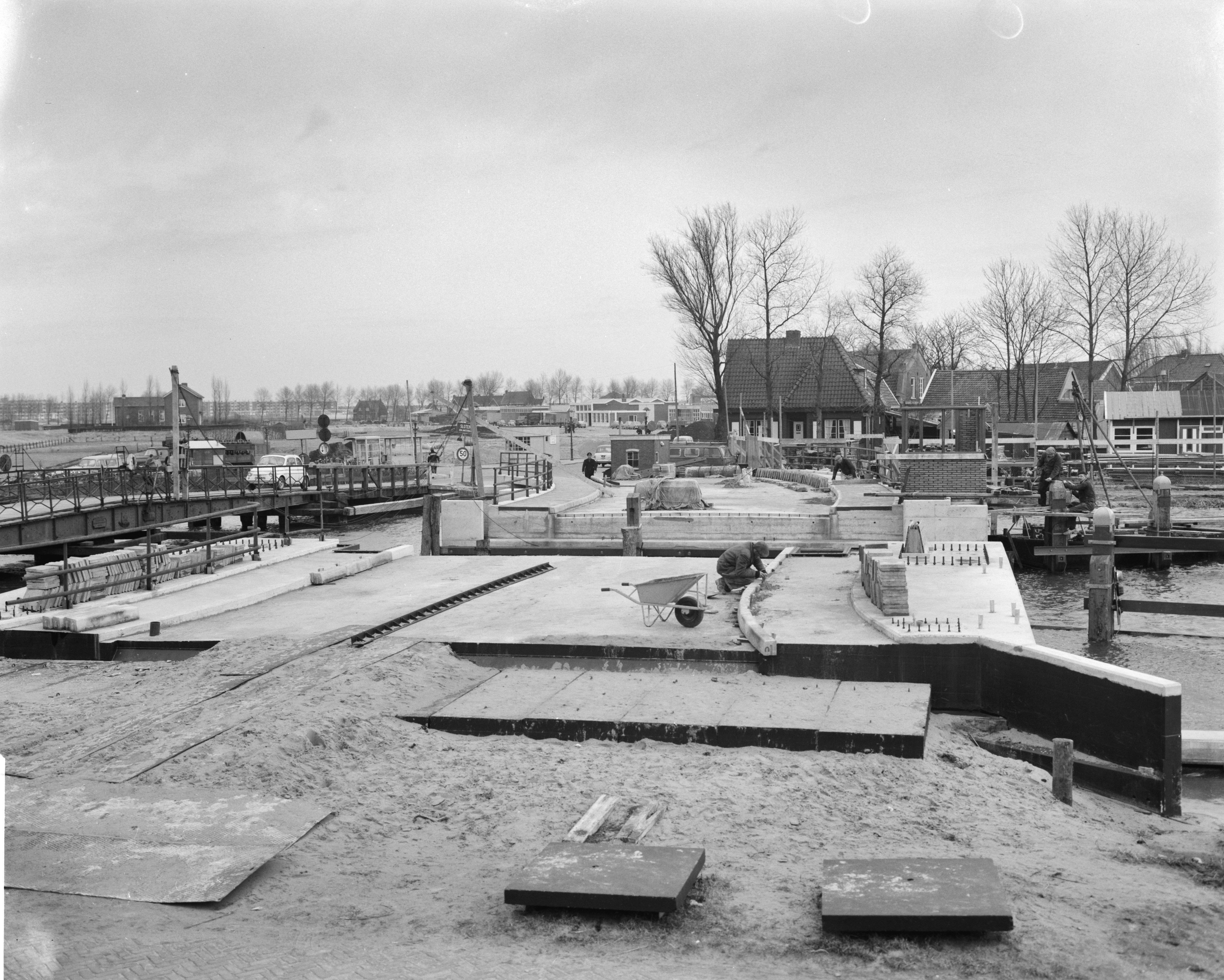
Bouw van de brug, januari 1962. Links de oude brug.
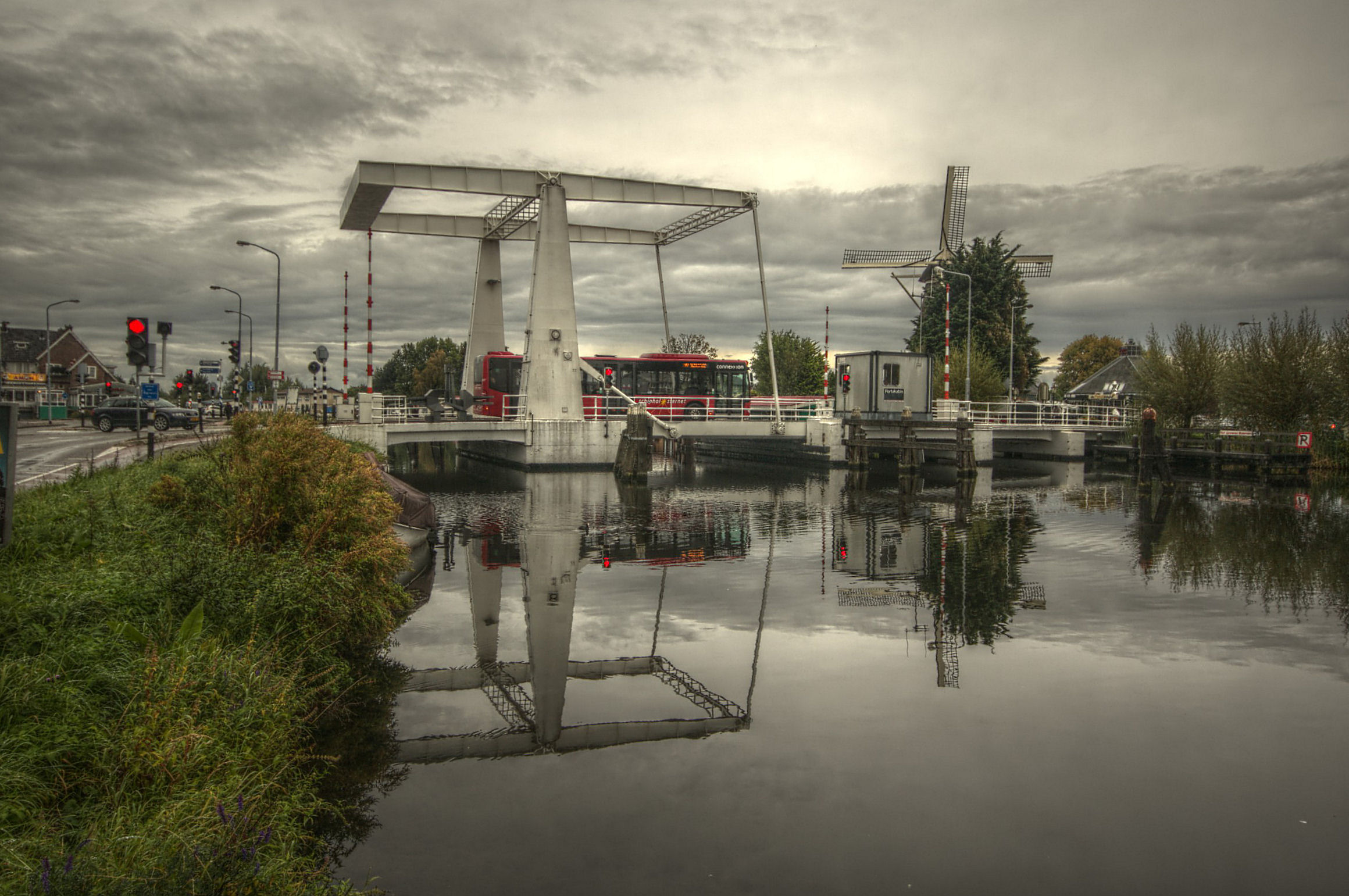
De Sloterbrug gezien vanaf de Nieuwemeerdijk in Badhoevedorp met een bus van lijn 192.
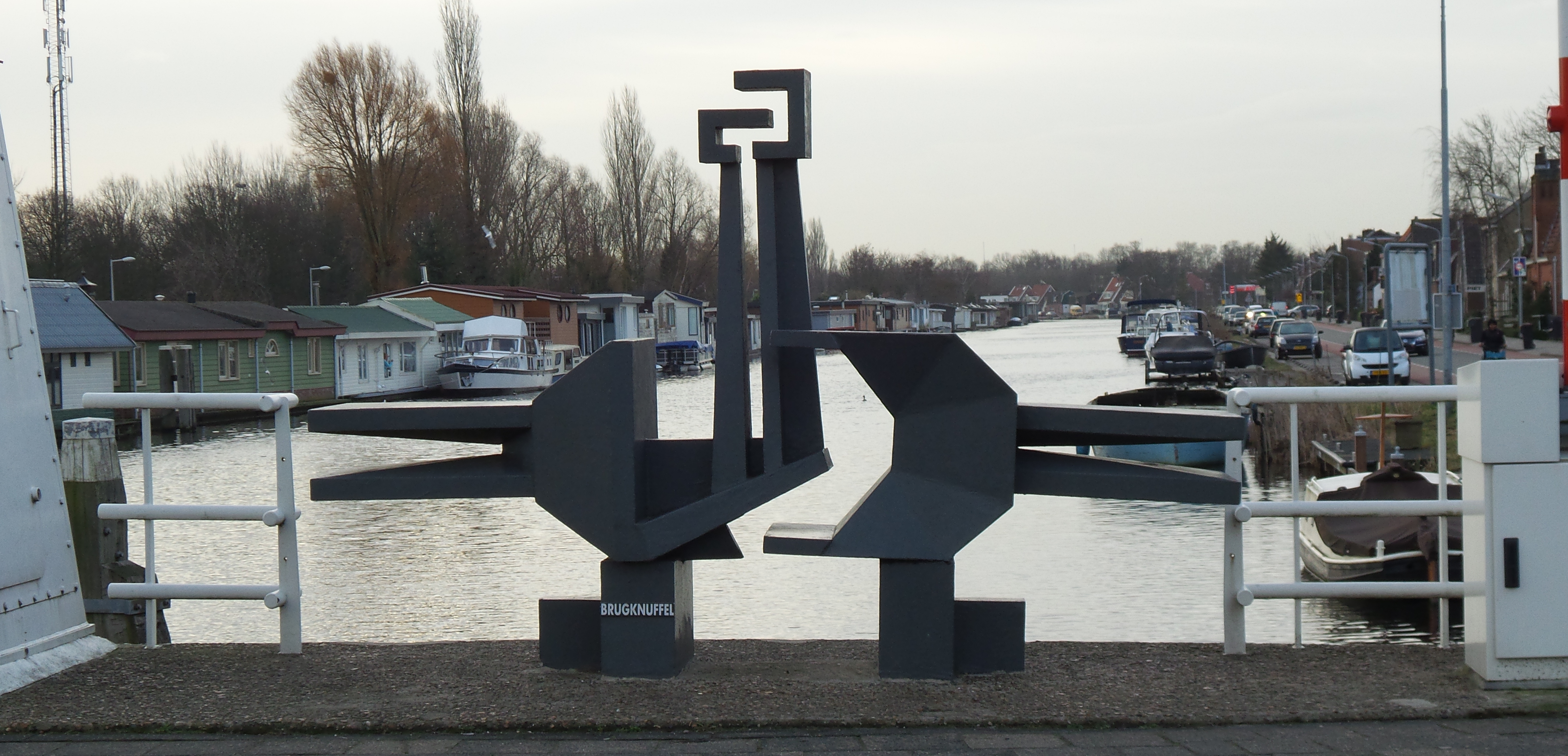
Kunstwerk de Brugknuffel.

## Plannen voor een derde brug
In 2013 vonden de gemeente Haarlemmermeer en het Amsterdamse stadsdeel Nieuw-West dat de brug aan vervanging toe was. Door de verder toegenomen verkeersdrukte was de brug opnieuw een knelpunt geworden voor wegverkeer en gevaarlijk voor fietsers. Ook voor het scheepvaartverkeer is vervanging van de brug nuttig. Na de afschaffing in 2014 van de stadsdelen als bestuurslaag, heeft het gemeentebestuur van Amsterdam in 2016 zijn medewerking ingetrokken. Een jaar later reserveerde diezelfde gemeente alsnog middelen voor een vernieuwing van de Sloterbrug. Er moest nog een studie komen om er achter te komen waar die nieuwe brug dan aan moet voldoen. Uitgangspunt is dat er voor autoverkeer weer twee rijstroken komen en dat de brug iets hoger boven het water komt te liggen. Tijdens de nieuwbouw moet de oude brug zo lang mogelijk dienst blijven doen. In april 2018 werd bekend dat voor de nieuwe brug 3,1 miljoen euro werd gereserveerd. In februari 2022 werd uit een brief van wethouder Egbert de Vries echter duidelijk dat een bijgewerkte kostenraming voor het vervangingsproject bijna 30 miljoen euro bedroeg, waar een raming uit 2018 nog op 11,3 miljoen euro uitkwam. Omdat dit bedrag meer was dan kon worden opgebracht werd het vervangingsproject gestopt en opdracht gegeven op zoek te gaan naar alternatieve oplossingen, zoals levensduurverlenging door groot onderhoud. Er werd daarbij niet meer gekeken naar een betere verkeersdoorstroming, maar meer veiligheid op de brug.